# 濠江区
濠江区（ごうこうく）は中華人民共和国広東省汕頭市に位置する市轄区。

## 歴史
2003年1月29日、河浦区と達濠区が合併し誕生した。

## 行政区画
7街道を管轄する
- 達濠街道、馬滘街道、礐石街道、広澳街道、浜海街道、河浦街道、玉新街道

## 交通

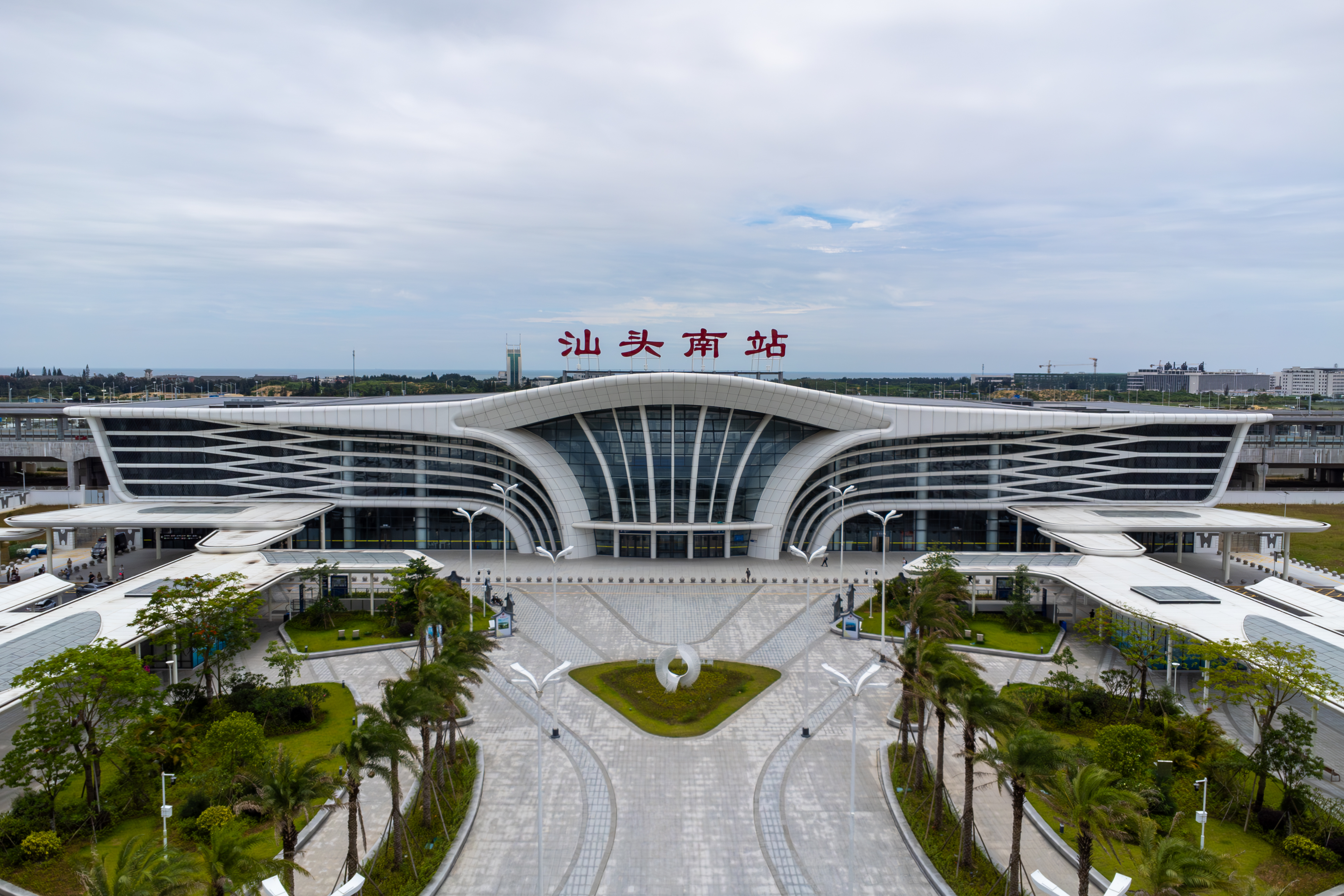
汕頭南駅

### 鉄道
- 中国国家鉄路集団
  - 汕汕線（中国語版）
    - 汕頭南駅

### 道路
- 高速道路
  -  瀋海高速道路
  -  汕湛高速道路（中国語版）
- 国道
  - G228国道
  - G324国道